# Turán (región)
Turán (en persa: توران‎ Turān), fue el nombre dado durante la Edad Media al territorio al norte de Irán y al norte del río Oxus y a los pueblos nómadas del norte.

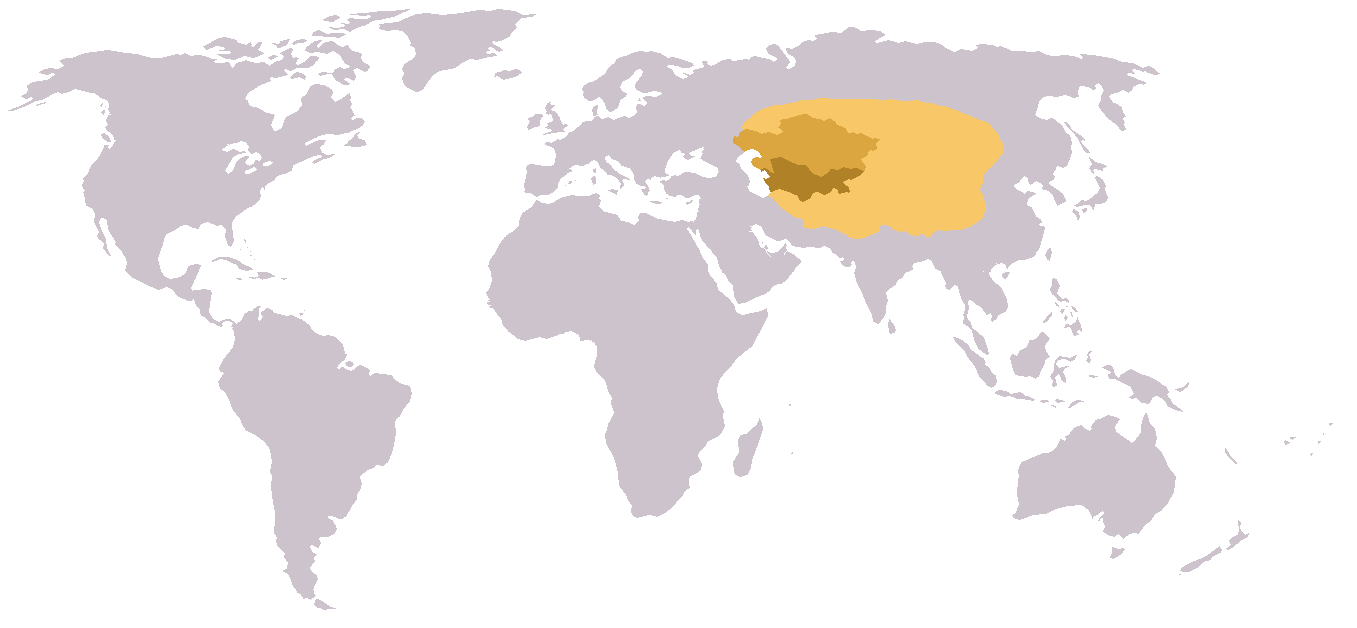
Localización de Turán.

Turanios eran una rama de los pueblos arios escitas con una cultura inferior. Cuando las tierras escitas quedaron bajo el dominio de los turcos en el siglo VI d. C., las dos palabras se fusionaron y el nombre Turán se aplicó a los turcos.

## Etimología
Muchos lingüistas derivan la palabra de la raíz indo-iraní *tūra: "fuerte, rápido". Otros, dicen que la palabra Türk (Turco, en turco) es en sí misma un derivado de la palabra Turya.

## Historia
Según el investigador Jean-Paul Burdy, la primera aparición de la palabra Turán es en una epopeya del poeta persa Firdusi en el siglo XI: el rey Faridun divide el mundo entre sus tres hijos, a Salm le dio Rum (el oeste), a İradj Irán y a Tur Turán. En el siglo XIX, como resultado de unas investigaciones turcólogas en Hungría, la palabra "Turán" tomó un nuevo significado, refiriéndose a la familia lingüística uralo-altaica.

## Avesta
En los himnos del Avesta, el adjetivo Tūrya se relaciona con varios enemigos del zoroastrismo como Fraŋrasyan (en el Shahnameh: Afrāsīāb).

## En la cultura popular
La heroína Turandot (cuyo nombre significa "hija (dokht) de Turán"), aparece en una leyenda medieval persa traducida en Los mil y un días de François Petis de la Croix.